# Kernporie
Een kernporie is een groot complex van eiwitten, ook wel het kernporiecomplex genoemd, die een opening vormen in het kernmembraan van een celkern. Bij zoogdieren bevat de celkern ongeveer 3000 tot 4000 kernporiën. De structuureiwitten waaruit het kernporiecomplex bestaat, worden nucleoporines genoemd; elke kernporie bevat ten minste 456 individuele eiwitmoleculen en is samengesteld uit 34 verschillende nucleoporines. Het kernporiecomplex bestaat globaal uit acht subeenheden die een grote ring vormen. Aan de ring zijn een aantal structuren gehecht die dienen om passage van transporteiwitten te begeleiden.
Kernporiën faciliteren het transport van moleculen tussen het kernplasma en cytoplasma. Het transport uit de celkern bestaat uit RNA-moleculen en ribosomale eiwitten. Het ingaand transport bestaat voornemlijk uit eiwitten (zoals DNA-polymerase en laminen), koolhydraten, signaalmoleculen en lipiden. Een enkel kernporiecomplex kan iedere seconde duizend moleculen gecontroleerd (actief) laten passeren. Kleine moleculen kunnen vrijelijk door de poriën heen diffunderen. Grotere moleculen worden door transporteiwitten, zogenaamde karyoferinen, herkend aan hun signaalsequenties om in of uit de kern getransporteerd te worden. Voor het transport via kernporiën is niet direct energie benodigd; het hangt af van een specifiek concentratiegradiënt.
Er is aangetoond dat nucleoporines uiterst geconserveerde structuren zijn. Dit betekent dat de genen die voor kernporie-eiwitten coderen in de evolutie nauwelijks veranderd zijn. De sequenties bieden inzicht in hoe ze het transport van moleculen door de kernporiën reguleren. Ongeveer de helft van de nucleoporines bevatten een solenoïde-domein. De andere helft bestaat uit zogeheten intrinsiek ongestructureerde eiwitten: eiwitten die geen vaste maar een flexibele tertiaire structuur vertonen.

## Bouw
Het kernporiecomplex (NPC) behoort met een gewicht van 125 miljoen Dalton (bij zoogdieren) tot de allergrootste eiwitcomplexen. Een NPC bestaat uit vele tientallen verschillende eiwitten.
Het hart van het NPC wordt gevormd door 8 grote 'spaken' die in een ringvorm in het kernmembraan zitten. Deze spaken zitten ingeklemd tussen twee kleinere 'ringen': een aan de zijde van het cytoplasma (waaraan een aantal filamenten bevestigd zijn), en een aan de zijde van het kernplasma. Aan de zijde van het kernplasma hangt een 'mandje', dat wordt gevormd door 8 filamenten en een terminale ring. In het midden van het NPC bevindt zich een moeilijk te identificeren plug. Deze bestaat mogelijk uit eiwitten die door het NPC worden getransporteerd.
Voor grote eiwitten en RNA-moleculen beschikt de cel over verfijnde transportmechanismen voor export en import van moleculen van en naar de celkern. Een eiwit dat getransporteerd moet worden, bevat (afhankelijk van zijn bestemming) een nucleair lokalisatiesignaal (NLS) of een nucleair exportsignaal (NES). Hieraan kunnen dan importine- of exportine-eiwitten binden. Deze kunnen worden herkend door het kernporiecomplex. Geholpen door de zogenaamde RAN-eiwitten (RAs-related Nuclear protein) kan het transport dan plaatsvinden.